# AT-21砲手教練機
AT-21砲手教練機（英語：Gunner）是一款由費爾柴德在二戰時研製的轟炸機組員教練機，主要訓練包括如何使用電動槍塔以及協同作戰等。該款飛機服役時間短暫，隨後由轟炸機改裝的教練機所取代。

## 發展
美國陸軍航空兵團發布了一項針對專門轟炸機教練機的規範，並向費爾柴德訂購了兩架原型機。XAT-13裝備了兩具450 hp（340 kW）的普惠R-1340-AN-1發動機，配備了一挺安裝在透明機首的機槍和一個配有雙機槍的頂部砲塔，並採用了三輪起落架設計。該機的設計整體而言就是一架縮小版的轟炸機，並能模擬組員在機上的各種操作以及任務，包括飛行、導航、轟炸瞄準/投彈以及空中射擊。
第二架原型機為XAT-14，具有相似佈局，但採用兩具520 hp（390 kW）Ranger V-770-6直列倒置12缸V型引擎，於1942年底首飛。為了使該飛機更適合轟炸員訓練，XAT-14移除了機首機槍和砲塔，並獲得了新的代號XAT-14A。這兩架原型機均採用了不同尋常的結構，使用了「Duramold」（一種由熱和壓力加壓而成的「塑膠」膠合板複合材料)製造。測試結束後，航空兵團選擇了直列引擎版本，並將其命名為AT-21 Gunner，專門用於射擊訓練。AT-21有五名機組成員，包括一名飛行員、一名副飛行員/射擊教官和三名學員。
費爾柴德於1943年和1944年在馬里蘭州黑格斯敦的工廠先製造了一架，並在北卡羅來納州伯靈頓的工廠製造了106架飛機。同時，勃蘭卡飛機公司在德拉瓦州紐卡斯爾製造了39架，麥克唐納飛行器公司則在密蘇里州聖路易斯的工廠製造了30架飛機。這兩家公司被徵召來加速生產並向訓練單位交付飛機。
AT-21由於振動和振盪傾向，以及方向舵與鷗翼之間距離過短而導致的固有不穩定性，因此不適合作為初級教練機使用。這種空氣動力學的不穩定性導致即使是輕微的方向舵操作也會引起超出接受範圍的偏航。
由於不適合其原始用途，AT-21轉而成為高級教練機。然而由於單顆引擎性能不足以及多次起落架故障，而後也放棄該方案。該機於1944年退出服役，並由實戰轟炸機改裝的教練機所取代，許多AT-21隨後改裝為牽引靶機使用。
少數AT-21在退役後以民用飛機的身份得以保存，其中一架目前仍在北德克薩斯州等待修復。

### BQ-3飛行炸彈
1942年10月，美國陸軍航空軍訂購了兩架基於AT-21設計的XBQ-3「空中魚雷」。這些飛機可由飛行員駕駛進行飛行測試（正式任務時則預計由無線電操控），並計劃攜帶 4,000磅（1,800）的炸藥。XBQ-3於1944年7月首飛，但該項目在同年後期被取消。

## 型號
XAT-13
雙引擎轟炸機的教練機，採用兩具450 hp（340 kW）普惠R-1340-AN-1發動機，共1架serial number 41-19500
XAT-14
與AT-13相似，但採用520 hp（390 kW）Ranger V-770-6發動機，共1架，後來改裝成XAT-14Aserial number 41-19503
XAT-14A
XAT-14經過改裝，成為轟炸組員教練機，並移除了機背砲塔和機首機槍
AT-21
XAT-14A的量產版本，但裝備兩具520hp(388kW)Ranger V-770-11/-15發動機，共164架
XBQ-3
導引炸彈版本的AT-21，在機身內部裝載了一個4,000磅（1,800）的炸藥

### 來源
1. 1 2 3 4 5 6 7  Eden and Moeng, 2002, p. 641.
2. 1 2  Swanborough and Bowers, 1976, p. 257.
3. ↑  Mondey 2006, p. 130.
4. ↑  Taylor 1989, p. 506.
5. ↑  . Aviation.   [30 July 2021]. （原始内容存档于2024-12-02）.
6. 1 2 3 4  Swanborough and Bowers 1976, p. 256.
7. ↑  Mondey 2006, p. 131.
8. ↑  . Aviation Enthusiast Corner.   [28 December 2022]. （原始内容存档于3 February 2006）.
9. ↑  Parsch, Andreas. . Designation-Systems.net. 2003  [28 December 2022]. （原始内容存档于2013-05-10）.

### 書目
- Andrade, John M. U.S. Military Aircraft Designations and Serials since 1909. Hinckley, England: Midland Counties Publications, 1979, ISBN 0-904597-22-9.
- Eden, Paul and Soph Moeng, eds. The Complete Encyclopedia of World Aircraft. London: Amber Books Ltd., 2002. ISBN 0-7607-3432-1.
- Mondey, David. American Aircraft of World War II (Hamlyn Concise Guide). London: Bounty Books, 2006. ISBN 978-0-7537-1461-4.
- Swanborough, F.G. and Peter M. Bowers. United States Military Aircraft Since 1909. New York: Putnam, 1964. ISBN 0-85177-816-X.
- Taylor, Michael J.H. Jane's Encyclopedia of Aviation Vol. 3. London: Studio Editions, 1989. ISBN 0-517-10316-8.

## 外部連結
- Apparatus For Molding Wood or the Like Material – patent for the construction method used to build the AT-21, featuring a drawing of the airplane